# Gare de Gauriaguet
Gare de Gauriaguet – przystanek kolejowy w miejscowości Gauriaguet, w departamencie Żyronda, w regionie Nowa Akwitania, we Francji. Jest zarządzany przez SNCF i obsługiwany przez pociągi TER Nouvelle-Aquitaine. 

## Położenie
Znajduje się na linii Chartres – Bordeaux, na km 582,665 między stacjami Cavignac i Aubie - Saint-Antoine, na wysokości 52 m n.p.m.

## Linie kolejowe
- Linia Chartres – Bordeaux